# Pierre Iehle
Pierre Louis Charles Iehle, né le 27 août 1914 dans le 14e arrondissement de Paris et mort le 9 octobre 1984 à Toulon, est un amiral français, Compagnon de la Libération.

## Biographie
Elève officier à l'École navale en octobre 1933, il en sorte enseigne de 2e classe en octobre 1936, il participe à une campagne en Extrême-Orient à bord de l'aviso Amiral Charner . Il est promu enseigne de vaisseau de 1re classe en octobre 1937. Il embarque alors sur le torpilleur Forbin en 1940 à Alexandrie puis rejoint les Forces navales françaises libres en décembre 1940.
Lieutenant de vaisseau en juillet 1941, il sert à terre au 1er bataillon de fusiliers marins. Il prend part aux campagnes d'Érythrée, de Syrie, de Bir-Hakeim et de Tunisie de juillet 1941 à août 1943. Il est ensuite affecté à l'état-major d'Alger. En avril 1944, il prend le commandement  de la 23e flottille de vedettes rapides en Grande Bretagne avec laquelle il participe alors à cinq combats dans la Manche.  Puis il est promu capitaine de corvette en octobre 1945.
Affecté à l’École navale, il sert en 1946 à l'état-major du haut-commissaire en Indochine puis aux états-majors de la marine en Indochine à bord du croiseur léger Malin, puis est affecté en Tunisie.
Capitaine de frégate en avril 1951, il commande l'escorteur ex allemand Hoche  en 1953 puis il est affecté en 1954 à l'état-major de la Ire région maritime à Cherbourg puis à Norfolk, à au commandement de l'OTAN.
Capitaine de vaisseau en juillet 1957, il commande le Jauréguiberry et la 8e division d'escorteurs d'escadre en 1960. Il commande ensuite l’École navale en 1961. Il est Promu contre-amiral en 1963, chef de la division navires armes à l’État-major de la Marine.
De 1966 à 1968, il commande les porte-avions de l'aviation embarquée, Clemenceau et Foch. Vice-amiral en août 1967, il devient directeur adjoint du Centre d'expérimentations nucléaires du Pacifique de 1968 à 1971. Il prend rang et appellation de vice amiral d'escadre en décembre 1968.
Il est nommé membre du Conseil supérieur de la Marine en 1971 puis prend rang et appellation d'amiral en novembre 1971. Nommé inspecteur général de la marine, il est versé dans la deuxième section des officiers généraux en août 1975.

## Récompenses et distinctions
- Grand officier de la Légion d'honneur
- Compagnon de la Libération par décret du 23 juin 1941[5]
- Grand-croix de l'ordre national du Mérite
- Croix de guerre 1939–1945 (5 citations)
- Croix de guerre des Théâtres d'opérations extérieurs
- Médaille de la Résistance française avec rosette par décret du 11 mars 1947[6]
- Commandeur de l'ordre du Mérite maritime
- Médaille coloniale avec agrafes Erythrée, Libye, Bir-Hakeim, Tunisie, E-O
- Distinguished Service Cross (GB)
- Officier de l'ordre de Saint-Charles (Monaco)
- Commandeur du Nichan Iftikhar (Tunisie)
- Commandeur de l'ordre royal du Cambodge
- Commandeur de l'Ordre du Million d'Eléphants et du Parasol blanc (Laos).